# Vulturu (Vrancea)
Vulturu è un comune della Romania di 8 628 abitanti, ubicato nel distretto di Vrancea, nella regione storica della Muntenia. 
Il comune è formato dall'unione di 5 villaggi: Boțârlău, Hângulești, Maluri, Vadu Roșca, Vulturu.